# Harvey Cohn
Harvey Wright Cohn (New York, 4 dicembre 1884 – Grafton, 29 luglio 1965) è stato un mezzofondista e siepista statunitense.
Cohn disputò, con la squadra dei Irish-American AC, i Giochi olimpici di Saint Louis 1904 e di Londra 1908 e i Giochi olimpici intermedi di Atene 1906.
Nel 1904, prese parte a tre gare: 800 metri piani, 1500 metri piani e 2590 metri siepi. Il miglior risultato che conseguì fu l'ottavo posto nei 1500 metri.
Ad Atene 1906, Cohn disputò i 1500 metri piani e le 5 miglia. Il miglior risultato fu ancora una volta l'ottavo posto nei 1500 metri.
A Londra 1908, Cohn disputò, assieme a John Eisele, George Bonhag, Herb Trube e Gayle Dull, la gara di 3 miglia a squadre. La squadra statunitense ottenne il secondo posto ma, essendo Cohn giunto ultimo tra i suoi compagni, non riscosse la medaglia d'argento.